# Gare de Tolga

La gare de Tolga est une gare ferroviaire de la ligne de Røros située dans le comté de Hedmark. Elle a été mise en service en 1877. La station est dans le style suisse et a été conçu par l'architecte Peter Andreas Blix. En 1996, ses opérations ont été automatisées.